# Seat Malaga
Der Seat Malaga (in Griechenland Seat Gredos) ist eine viertürige Stufenhecklimousine der unteren Mittelklasse. Sie wurde im Mai 1985 als Nachfolger des Seat 131 und des Seat Ronda, auf dessen Bodengruppe sie entstand, auf den Markt gebracht. Technische sowie optische Gemeinsamkeiten gibt es ebenso mit dem italienischen Konkurrenten Fiat Regata.

## Übersicht
Zunächst wurden drei Motoren angeboten:
- Malaga 1.2 mit 1193 cm³ Hubraum und 47 kW
- Malaga 1.5 mit 1461 cm³ Hubraum und 63 kW
- Malaga 1.7 Diesel mit 1740 cm³ Hubraum und 40 kW

Die beiden Benzinmotoren stammten vom Ronda, der Diesel wurde von Fiat zugekauft.
1987 wurde der Vergasermotor des Seat Malaga 1.5 mit einer Einspritzung ausgerüstet. Der Seat Malaga Injection leistete 74 kW (100 PS) und mit Katalysator 66 kW (90 PS). Das Fahrzeug war 174 km/h beziehungsweise mit Katalysator 165 km/h schnell.
Im Mai 1991 wurde der Malaga vom Toledo auf VW-Basis abgelöst.
Zum Stichtag 1. Januar 2024 waren in Deutschland laut KBA noch 21 Seat Malaga angemeldet.

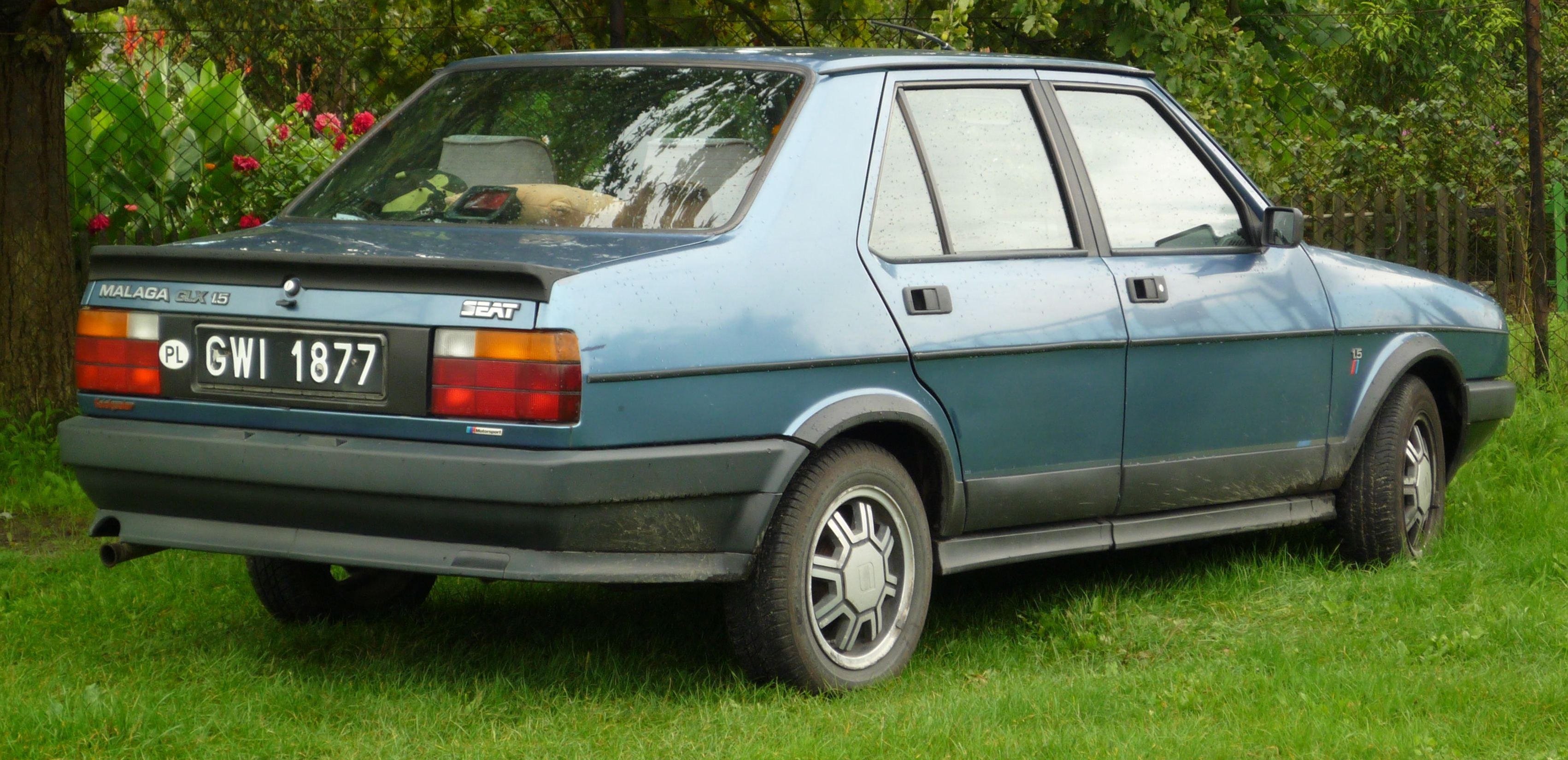
Heckansicht

## Sondermodelle
- Malaga Touring (1988) mit Zierstreifen, Radzierblenden und Heckspoiler